# Západní jezero
Západní jezero (čínsky pchin-jinem Xīhú, znaky 西湖) je jezero, které se nachází v historickém centru Chang-čou (Hangzhou).

## Využití
Je známé svými scenériemi a kulturním dědictvím. Kolem jezera jsou roztroušeny pavilony, pagody, zahrady a mnoho historických budov.